# День освобождения (Корея)
День освобождения, также День независимости Кореи — праздник, ежегодно отмечающийся в Северной и Южной Кореях 15 августа. В обеих странах этот праздник является государственным. В этот день в 1945 году капитулировавшая Япония освободила Корею от колониального правления. Был введён в 1949 году.

## Название и история
В Южной Корее праздник носит название «Кванбокчоль» (кор. 광복절?, 光復節?) — дословно «праздник возвращения света».
В Северной Корее — «Чогукхэбани-наль» (кор. 조국해방의 날?, 祖國解放義日?) — «день освобождения Родины».
Русскоязычные публикации именуют этот день «День освобождения» или «День освобождения Кореи советскими войсками».
15 августа в полдень император Хирохито сделал по радио заявление о капитуляции страны. В 1950-е годы вклад 25-й армии СССР в освобождение страны подчёркивался Ким Ир Сеном, однако впоследствии трактовка этих событий изменилась: северокорейские историки стали утверждать, что Квантунскую армию победили корейцы под руководством Ким Ир Сена. Южнокорейская позиция заключается в том, что разгром был произведён силами антигитлеровской коалиции, в которой они особо отмечают роль США.
В современной Южной Корее консервативные силы считают, что корейская государственность отсчитывается от «Дня освобождения», отмежёвываясь от патриотических движений, существовавших в оккупированной Корее, поскольку часть этих движений после 1945 года перешла на левые позиции и противостояла режиму Ли Сын Мана.
В 1974 году была попытка покушения на президента Республики Корея.
В 2025 году была проведена инаугурация нового президента Республики Кореи (так называемая церемония народного мандата).

## Празднование
В КНДР в этот день проходят военные парады, первый канал состоялся в 1949 году на центральном вокзале.на этот день назначаются свадьбы.
В Южной Корее празднование Дня независимости включает разнообразные мероприятия, включая официальную церемонию, в которой участвует президент страны. Она проводится либо в Музее независимости Южной Кореи, либо в Центре Седжона. Мэр Сеула вместе с участниками движения за независимость ударяет в колокол в павильоне Посингак. По традиции правительство амнистирует нескольких заключённых 15 августа.
Поощряется вывешивать на жилых и нежилых зданиях южнокорейский флаг. Транспорт и посещение музеев для ветеранов движения за независимость в этот день бесплатны.
Гимном праздника является «Песня Кванбокчоля» (кор. 광복절 노래 «кванбокчоль норэ»), его исполняют на всех официальных мероприятиях. Автор слов — Чон Ин Бо (кор. 정인보), мелодии — Юн Ён Ха (кор. 윤용하).

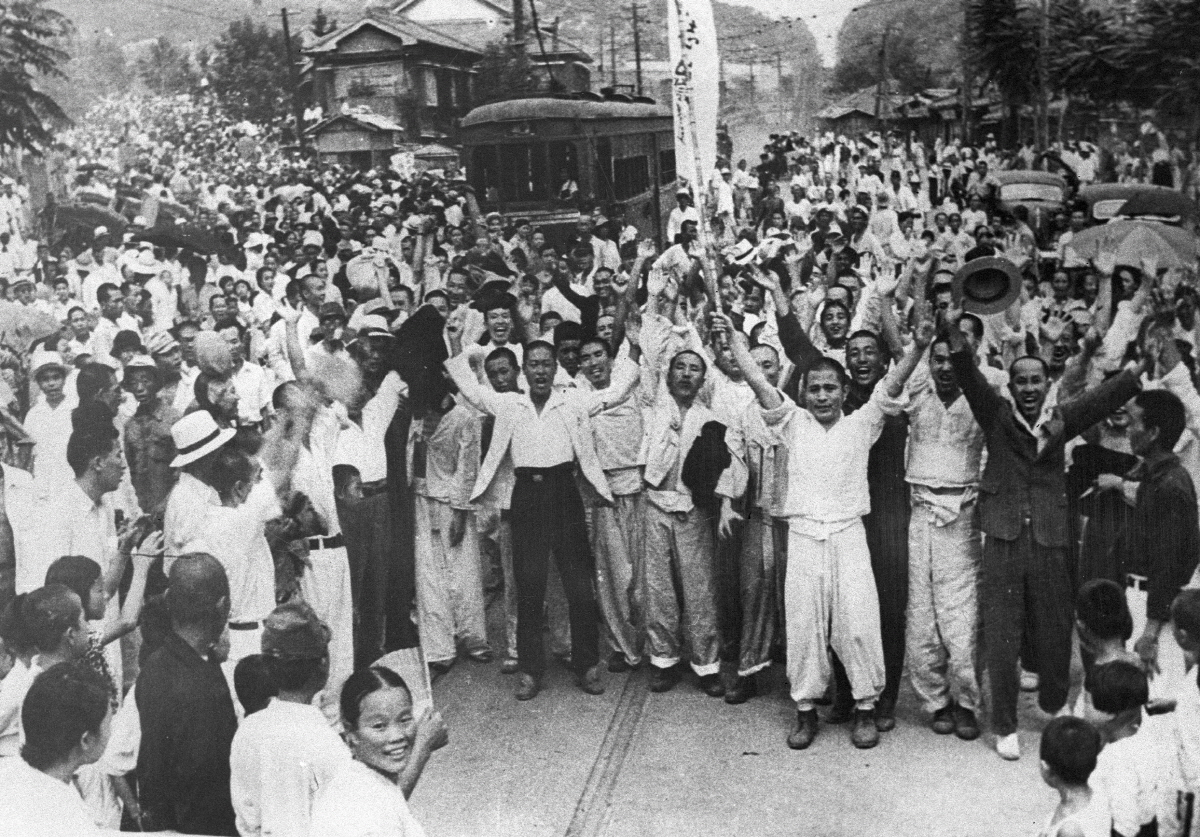
Освобождение борцов за независимость Кореи, 1945
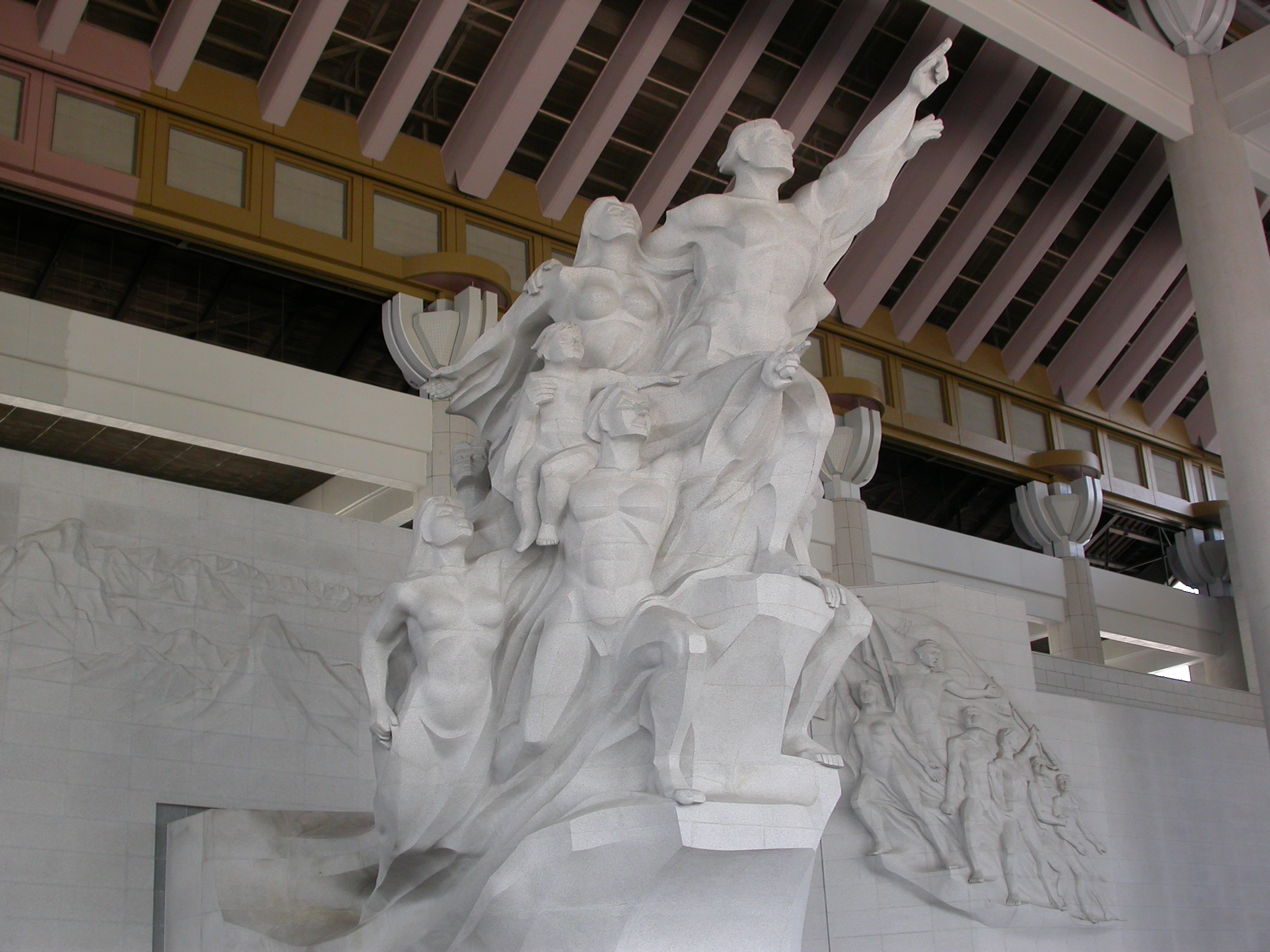
Памятник освобождению из-под власти Японии в Музее независимости
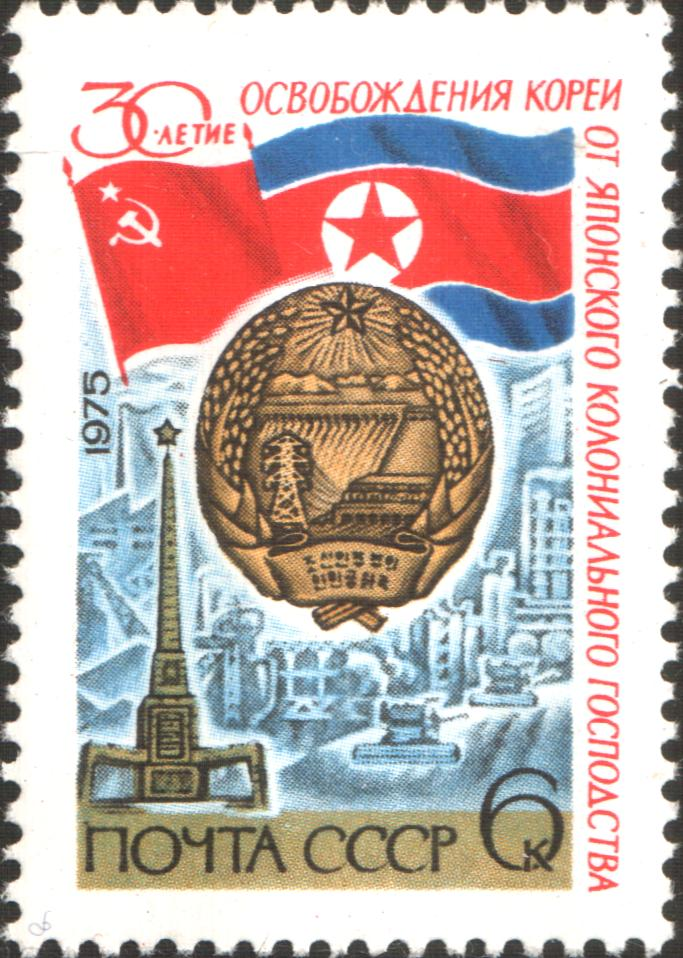
Почтовая марка СССР, 1975 год